# 钝齿红紫珠
钝齿红紫珠（学名：Callicarpa rubella f. crenata）为马鞭草科紫珠属红紫珠下的一个变型。分布于越南以及中国大陆的云南、湖南、江西、福建、广西、广东、贵州等地，生长于海拔100米至1,650米的地区，常生于溪边林中、谷地、山坡以及灌丛中，目前尚未由人工引种栽培。 